# 다우 케미칼
더 다우 케미컬 컴퍼니(영어: The Dow Chemical Company)는 미국의 화학 관련 기업이다.

## 역사
1897년에 표백제 및 브롬화 칼륨 제조업체로 탄생했다. 1999년에는 보팔 참사의 당사자인 유니온 카바이드를 930억 달러에 인수하여, 듀퐁 대신 세계 최대의 화학업체가 되었다. 2008년에는 이온 교환 수지의 제조에서 세계 최고의 화학무기 제조업체, Rohm and Haas를 188억 달러에 인수했다.

## 같이 보기
관련 항목
- 유니온 카바이드
- 고엽제
- 네이팜탄

관련 사건
- 보팔 가스 누출 사고